# 욕야카르타 국제공항
욕야카르타 국제공항(인도네시아어: Bandar Udara Internasional Yogyakarta, 자와어: ꦥꦥꦤ꧀ꦄꦁꦒꦼꦒꦤꦆꦤ꧀ꦠꦼꦂꦤꦱꦶꦪꦺꦴꦤꦭ꧀ꦔꦪꦺꦴꦒꦾꦏꦂꦠ, 영어: Yogyakarta International Airport, IATA: YIC, ICAO: WAHI)은 인도네시아 욕야카르타 특별주에 위치한 공항이다. 욕야카르타를 중심으로 중앙자와주 일부 지역의 항공 업무를 맡고 있다. 원래 욕야카르타 지역을 담당하던 아디숫집토 공항을 대체하기 위해 새로 건설된 공항이다. 2019년 5월 9일에 처음으로 항공기 운영을 시작하였으며 2010년 8월 30일 정식으로 개청하였다. 현재 국영 기업인 앙카사 푸라 1이 운영을 책임지고 있다.

## 연계 교통
2021년 9월 21일 욕야카르타 시내 중심에 있는 욕야카르타역과 연결된 욕야카르타 국제공항선이 개통되었다.